# Кальянов, Павел Васильевич
Павел Васильевич Кальянов (1869, Кубасово, Саратовская губерния — неизвестно) — учитель, депутат Государственной думы I созыва от Саратовской губернии.

## Биография
Православный. Крестьянин села Кубасово Камышинского уезда. В 13 лет остался сиротой, самостоятельно вёл своё хозяйство. В зимнее время учился и получил домашнее начальное образование. Два года был частным учителем в своей деревне. В 1898 сдал экзамен и получил звание учителя, служил в школе грамоты. С 1902 — учитель-заведующий Золотовской земской школы. В течение 5 лет состоял сельским писарем, но оставил службу из-за разногласий с земским начальником. В 1904 году Участвовал в съезде учителей в Саратове. Член саратовской организации Партии социалистов-революционеров. В 1905 активный участник Всероссийского Крестьянского союза.
14 апреля 1906 избран в Государственную думу I созыва от общего состава выборщиков Саратовского губернского избирательного собрания. Входил в Трудовую группу. Подписал законопроект «О гражданском равенстве», заявления об образовании Комиссии по расследованию преступлений должностных лиц и о необходимости преобразования местных аграрных комитетов. Член редколлегии «Известий крестьянских депутатов», ежедневной газеты, органа Трудовой группы (май — июнь 1906, закрылась на № 11 31 мая (13 июня) 1906).
10 июля 1906 года в г. Выборге подписал «Выборгское воззвание» и осужден по ст. 129, ч. 1, п. п. 51 и 3 Уголовного Уложения, приговорён к 3 месяцам тюрьмы и лишён права быть избранным.
Детально дальнейшая судьба, дата и обстоятельства смерти неизвестны. По сообщению родственников, вернулся в село Золотое, где и похоронен.